# Atyria cuneifera
Atyria cuneifera är en fjärilsart som beskrevs av W. Warren 1904. Atyria cuneifera ingår i släktet Atyria och familjen mätare. Inga underarter finns listade i Catalogue of Life.